# 桓公 (斉)
桓公（かんこう）は、春秋時代の斉の第16代君主。春秋五覇の筆頭に晋の文公（重耳）と並び数えられる。鮑叔の活躍により公子糾との公位継承争いに勝利し、管仲を宰相にして斉を強大な国とした。また、実力を失いつつあった東周に代わって会盟を執り行った。

## 即位まで
桓公は姓は姜 (きょう)、名は小白。父は釐公（きこう）、母は衛の公女、兄は襄公と公子糾である。襄公は異常な性格で、実妹の文姜と恋愛関係にあり、文姜が魯の桓公に嫁ぎ、世継ぎの荘公を生んだ後も関係が続いていた。怒った魯の桓公が文姜を叱ると、文姜は襄公に密告し、襄公は一族の公子彭生という男に命令して桓公を殺させた。そのことを魯から問詰されると公子彭生を殺して言い訳した。それ以外でも、襄公は気に入らない人間を次々と殺したため斉国内は混乱した。
殺されてはかなわぬと小白は莒国へ、兄の公子糾は魯へ亡命した。襄公はその後、従兄弟の公孫無知に暗殺され、襄公暗殺後、公孫無知（諡号はない）が斉公に即位したと称して国政を取り仕切るが、公孫無知もまたすぐに暗殺された。公孫無知亡き後、小白と同じように亡命し、魯の後ろ盾を得ていた兄の公子糾との間に後継者争いが生じた。
この時、公子糾の腹心であった管仲が小白を待ち伏せして暗殺しようとしていた。管仲は弓を射た。矢は小白の腹に当たり、小白はもんどりうって倒れた。小白はそのまま死んだふりをして管仲から逃げる為に馬車を走らせ、次の宿場で部下に棺桶を用意させ、また莒の兵を国へ返させて自らの死を偽装した為、管仲は小白が死んだものと思い込んで喜び、公子糾に小白を殺したと報告した。競争相手が消えた公子糾は魯の兵を後ろにゆっくりと斉に入ろうとした。しかし、小白が密かに急行してすでに斉に入り斉公になっていた。公子糾は待ち構えていた小白に打ちのめされ、魯へ逃げ込んだ。管仲の矢は腹に当たったように見えたが、実は腰帯の留金に当たっていた。

## 管仲の活躍
斉公の位に就いた小白こと桓公は、魯に公子糾は殺すように、管仲は引き渡すように命じた。初め桓公は管仲に命を狙われたことを怒り、管仲も殺そうとしていた。しかし腹心で、管仲の親友でもある鮑叔に「公が斉の君主であるだけでよいならば、この私でも宰相が務まりましょう。しかし、公が天下の覇者になりたいと思われるならば宰相は管仲でなければなりません」と言われ、管仲を魯から引き取り宰相とした。
宰相になった管仲は、諸改革を推進・断行し、国力・軍事力・文化面の向上に成功した。すでに周王室は衰微しており、諸侯間の対立を抑えることもままならなかった。管仲の改革を受け入れた斉の桓公は、周辺諸国にその名声が伝わり、周辺諸侯は周王朝に代わって諸侯間の問題を桓公に審議してもらうようになった。長江流域の現在の湖北省を中心とした地帯を地盤にし、南方から勢力を伸ばし、周王室や諸侯を脅かし始めていた楚を、桓公は諸侯を率いてこれを破った。桓公35年（紀元前651年）、桓公は諸侯と葵丘の会盟を執り行い、ここに覇者となった。
この頃になると、桓公は慢心し封禅の儀式を行おうとした。封禅は聖天子だけが行えるとされる儀式で、これをすることは周を無視して自分が天子であると宣言するようなものである。管仲は必死にこれを諌めて止めさせた。

## 管仲の死後

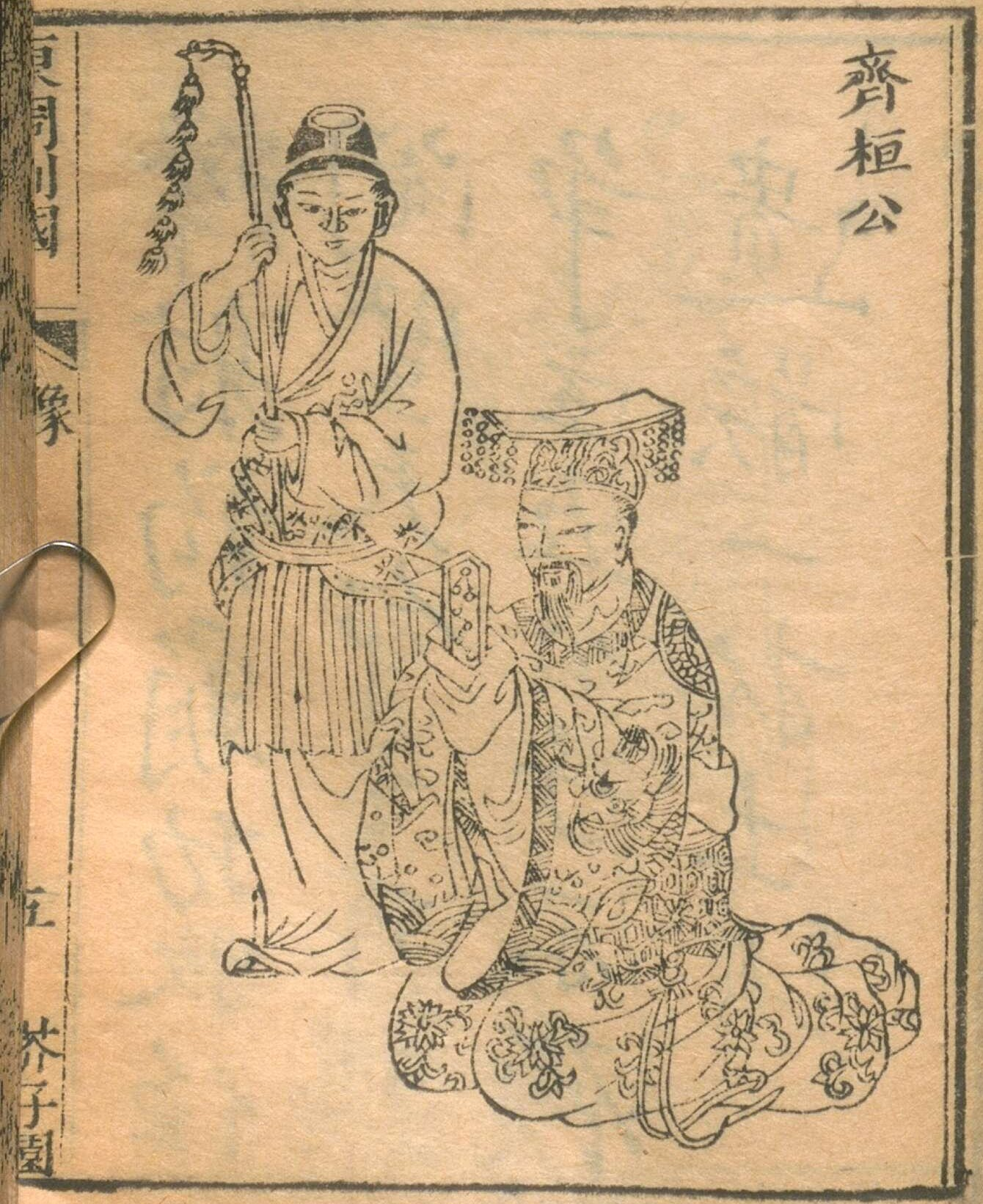
桓公

桓公41年（紀元前645年）、国政の要であった管仲が亡くなると、国政を顧みなくなり放蕩に明け暮れるようになった。管仲が亡くなる時に引き立ててはいけないと言った易牙・豎刁・公子開方の、まとめて「三貴」と呼ばれた佞臣らを起用し、国政は乱れた。
桓公が病床に就くと、桓公は三貴によって病室に閉じ込められ、そのまま桓公43年（紀元前643年）10月9日に息を引き取った（食料すら与えられず餓死したといわれる）。その後の公子達の後継者争いの中でその遺体は放置され、翌孝公元年（紀元前642年）8月に太子昭が孝公として位につくまで67日の間、納棺・埋葬される事もなく、そのため遂には扉からウジが這い出してきたという。斉はこの後もたびたび後継者争いが起こり、覇権は晋・楚へ移った。

## 逸話
『管子』小称によれば、桓公が「嬰児を蒸したものはまだ味わったことがない」と言ったところ、料理人の易牙は嬰児であった自分の長子を蒸して公の膳にすすめたという。このようなことが契機となり「三貴」の一人と言われるほど重用されるようになった。

## 歴史的評価
- 桓公は、春秋五覇の最初の覇者であり、春秋五覇の候補は他にもいるが晋の文公と並んで「斉桓晋文」と称された。
- 桓公が家臣から諮問された時に「管夷吾（夷吾は管仲の名）に聞け」とばかり答えるので、家臣から「君主とは楽なものですね。全て管夷吾に任せておればいいのですから」と言われると、桓公は「管夷吾を得るまでは苦労したのだ。管夷吾を得てからは楽をしても良いではないか」と答えたと言う。
- 自分の命を狙った管仲を最高権力の座につけ、その後も最期まで排斥せずに信任し続けた。
- しかし管仲を失ってからは信任すべきでない人物を用い、無惨な最期を迎えたと韓非子は批判している。
- また韓非子は桓公について、人を見る目もなければ、そもそも君主として臣下を統御する方法も知らなかった、管仲が君主と見まがう言動を行い、三貴に破滅させられ死体にウジが沸いたのはその証であると痛烈に批判している。ただし、東郭牙に諫められて管仲への全権委任を思いとどまったという逸話もある。
- 朝鮮では、葵丘（現在の河南省商丘市民権県）において、桓公がすでに弱体化していながらも天子の国である周王に忠義を誓ったという史実は、主君（周王）への忠義を厳守する尊王の原点として扱われ、忠義の象徴となる[3]。桓公が攘夷として西伐、南伐、北伐を実施した史実は、李氏朝鮮において、女真（夷狄）が建国した清を攻めて明の再興を目指す思想である「北伐論（朝鮮語版）」の言語形態的拠り所となった[3]。このように、朝鮮において、清の興隆を認めず、徹底して明を尊崇した、その論理的拠り所が桓公の史実である[3]。

## 妻子
- 正室：王姫 - 周の王女
- 継室：徐嬴 - 徐の公女
- 継室：蔡姫 - 蔡の哀侯の娘
- 側室：長衛姫 - 衛の公女
  - 子：公子無詭（無虧、武孟）- 第17代公
- 側室：少衛姫 - 衛の公女
  - 子：恵公（元）- 第22代公
- 側室：鄭姫 - 鄭の公女
  - 子：孝公（昭）- 第18代公
- 側室：葛嬴 - 葛の公女
  - 子：昭公（潘）- 第19代公
- 側室：密姫 - 密の公女
  - 子：懿公（商人）- 第21代公
- 側室：宋華子 - 宋の出身
  - 子：公子雍